# Бернетт, Мейтланд

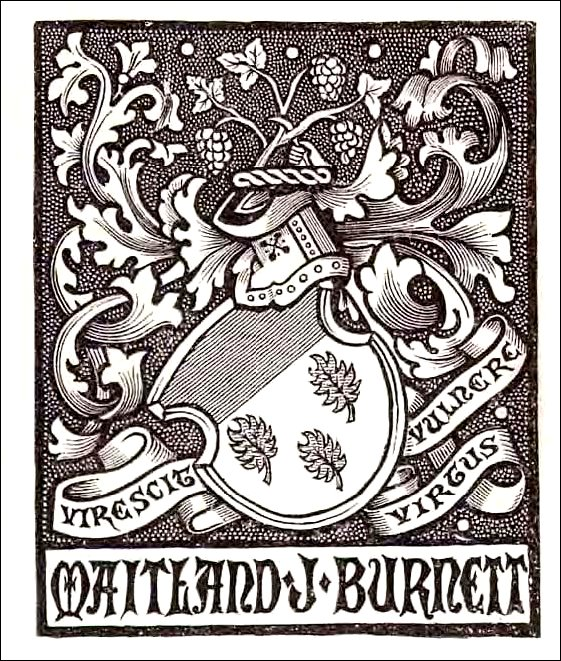
Экслибрис Бернетта, до 1900 г.

Мейтланд Джеймс Бернетт (англ. Maitland James Burnett, ок. 1844 — 15 сентября 1918) — британский филателист, один из «отцов-основателей филателии», внесённый в Список выдающихся филателистов в 1921 году. Он также был редактором журнала «The Philatelic Records» в течение первых семи лет его существования с 1879 года.

## Ранний период жизни
В возрасте 15 лет Бернетта отправили во Франкфурт для завершения образования, и именно там он начал коллекционировать почтовые марки. По возвращении в Шотландию он передал свою коллекцию сестре, прежде чем начать свое юридическое образование. Сестра не пополняла коллекцию, и впоследствии Бернетт решил возобновить свой интерес к почтовым маркам.

## Организованная филателия
Бернетт вступил в Филателистическое общество Лондона, ныне Королевское филателистическое общество Лондона, в марте 1877 года, впоследствии став членом общества. Многие первые собрания общества проходили в помещениях Бернетта в Грейс-Инн.

## Тяжёлые времена
По словам Брайана Бёрча, в 1887 году для Бернетта настали тяжелые времена из-за краха его деловых интересов в Вест-Индии, и он перестал оплачивать членство в Королевском филателистическом обществе Лондона.
Он покинул Англию в 1885 году и избавился от своей коллекции, часть которой перешла к Томасу Таплингу. После 1885 года он жил в основном в Бельгии и Люксембурге, а затем в Италии. Он был знатоком голландского языка. Бернетт умер в Риме в 1918 году.
Бернетт был главой старинной шотландской семьи из Пиблсшира, где он также был мировым судьей.